# О'Ніл (Небраска)
О'Ніл (англ. O'Neill) — місто (англ. city) в США, в окрузі Голт штату Небраска. Населення — 3581 особа (2020).

## Географія
О'Ніл розташований за координатами 42°27′40″ пн. ш. 98°38′47″ зх. д. / 42.46111° пн. ш. 98.64639° зх. д. (42.461019, -98.646493).  За даними Бюро перепису населення США в 2010 році місто мало площу 6,18 км², уся площа — суходіл.

## Демографія
Згідно з переписом 2010 року, у місті мешкало 3705 осіб у 1593 домогосподарствах у складі 970 родин. Густота населення становила 600 осіб/км².  Було 1778 помешкань (288/км²).
Расовий склад населення:
| - 94,2 % — білих - 0,5 % — корінних американців - 0,2 % — вихідців з тихоокеанських островів - 0,2 % — чорних або афроамериканців - 0,2 % — азіатів - 3,9 % — осіб інших рас |

До двох чи більше рас належало 0,8 %. Частка іспаномовних становила 6,5 % від усіх жителів.
За віковим діапазоном населення розподілялося таким чином: 24,8 % — особи молодші 18 років, 55,0 % — особи у віці 18—64 років, 20,2 % — особи у віці 65 років та старші. Медіана віку мешканця становила 42,8 року. На 100 осіб жіночої статі у місті припадало 94,0 чоловіків;  на 100 жінок у віці від 18 років та старших — 89,7 чоловіків також старших 18 років.
Середній дохід на одне домашнє господарство  становив 51 005 доларів США (медіана — 42 443), а середній дохід на одну сім'ю — 66 371 долар (медіана — 58 500). Медіана доходів становила 40 752 долари для чоловіків та 31 724 долари для жінок. За межею бідності перебувало 10,2 % осіб, у тому числі 9,5 % дітей у віці до 18 років та 8,2 % осіб у віці 65 років та старших.
Цивільне працевлаштоване населення становило 1884 особи. Основні галузі зайнятості: освіта, охорона здоров'я та соціальна допомога — 30,2 %, сільське господарство, лісництво, риболовля — 9,6 %, мистецтво, розваги та відпочинок — 8,0 %, транспорт — 7,5 %.